# Science Park JKU Linz
Der Science Park der JKU Linz wurde im Jahr 2007 in Linz in Oberösterreich von der Bundesimmobiliengesellschaft erbaut und 2012 zum Großteil fertiggestellt. Das Gebäude umfasst mehrere Bauteile und wird als hoch-modernes und architektonisch spektakuläres Campus-Zentrum beschrieben. Insgesamt besteht der Science Park aus 5 Bauteilen, wobei die Bauteile 1 bis 3 bereits fertiggestellt sind. Die Bauteile 4 und 5 befinden sich zurzeit im Bau.
Der Science Park erreichte den ersten Preis beim archip award 2010 – international architecture award.

## Geographische Lage
Der Science Park ist eine Erweiterung des Campus in Richtung Südosten und liegt östlich entlang der Altenberger Straße. Mittels einer Unterführung wird der Science Park mit dem restlichen Campus verbunden.

## Geschichte
Das Bauvorhaben wurde erstmals im Jahr 2000/01 vom Rektorat der Universität der Öffentlichkeit vorgestellt und im Jahr 2002 nochmals konkretisiert. Im Jahr 2005 fand ein EU-weiter einstufiger Architekturwettbewerb statt. Die teilnehmenden Architekten sollten eine „anspruchsvolle Lösung“ erarbeiten, die dem Areal eine unverwechselbare Identität verleiht. Unter allen Einsendungen wählten die sechs Preisrichter insgesamt sechs Entwürfe aus, die Preisgelder in Höhe von insgesamt € 99.000 erhielten (Platz 1: € 30.000). Den ersten Preis der Ausschreibung gewann Caramel Architekten, der zweite Preis ging an die Gerber Architekten GmbH und der dritte Preis an die Architekten Schneider und Sendelbach.

## Gebäude

### Science Park 1 (Mechatronikgebäude)

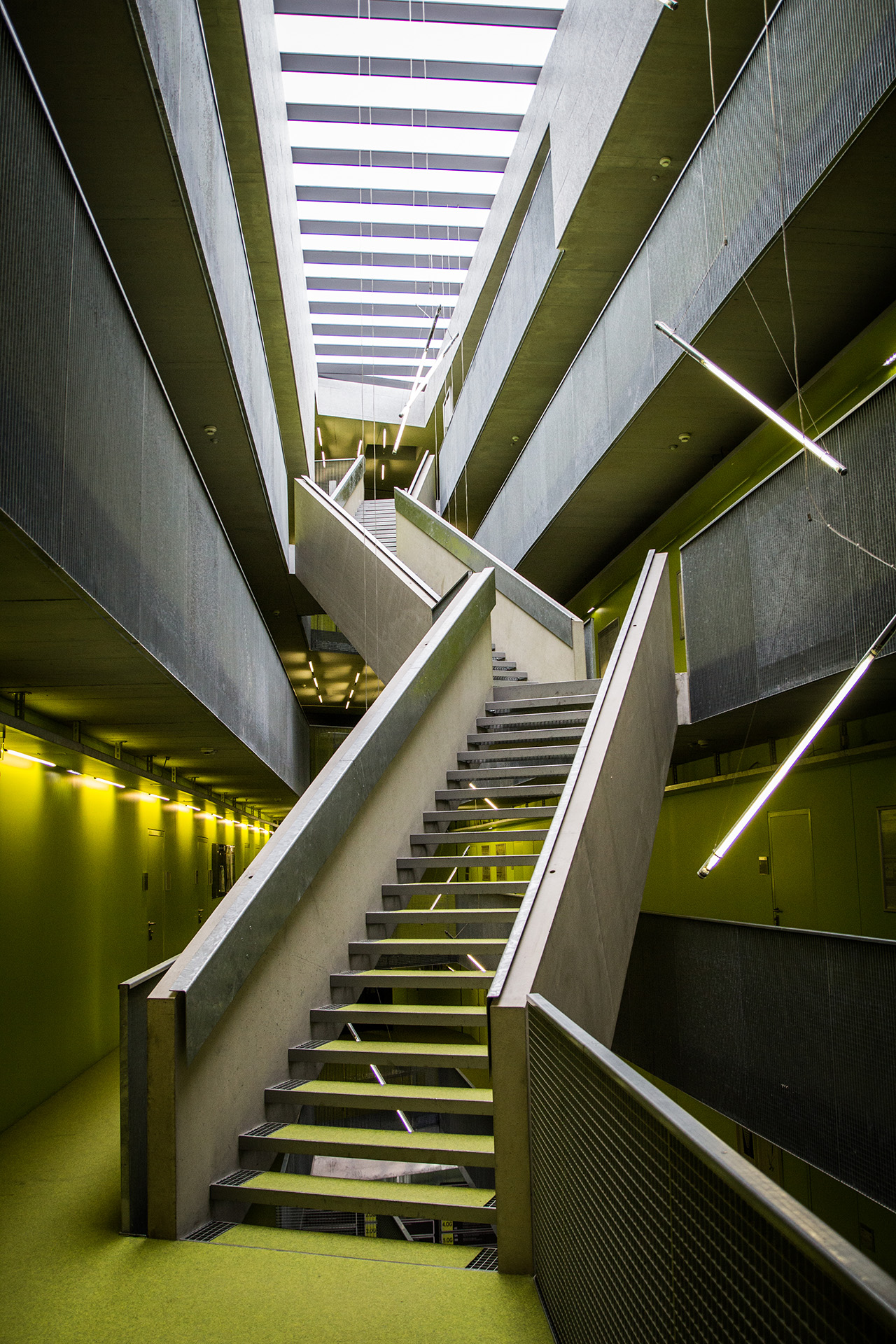
JKU Science Park Innen

Der erste Bauteil des Science Park wurde offiziell am 9. Oktober 2009 durch eine symbolische Schlüsselübergabe an den damaligen Rektor Hagelauer eröffnet und ist der angrenzenden Altenberger Straße am nächsten gelegen. Bei der Planung der einzelnen Gebäude traten mehrere Aspekte auf, die Berücksichtigung finden mussten. So war es beispielsweise notwendig, einen Zusammenhang zwischen den einzelnen Gebäuden und dem restlichen Campus herzustellen sowie die angrenzenden Wohnbauten zu berücksichtigen. Weiters waren die natürliche Form des Hanges, sowie die wichtigen Fallwinde, die zur Kühlung der Stadt beitragen und der schlechte Baugrund zu beachten.
Das architektonische Ziel bei der Erbauung des Science Parks war die Vereinigung von Wirtschaft und Forschung am Campus der Universität Linz. Um ein gerechtes Arbeitsklima zu schaffen behalf man sich mit der Gestaltung von offenen Bereichen, die zur Förderung von Austausch und Lebendigkeit dienen sollten. Zudem wurden durch die Knickungen der Gebäude die Fläche des Grundstücks komplett ausgereizt. Das Resultat war eine bessere Streuung der verschiedenen Raumsituationen und anstatt einer starren Rasterstruktur schuf man einen moderneren Stil. Um auch im Innenbereich eine Vielzahl an Räumen, die als Kommunikationstreffpunkte dienen können, zu schaffen, konzipierte man das Gebäude als zweihüftiges Bauwerk. Durch den verglasten Mittelbereich und die innen liegende Halle kann der Lichteinfall bis in untere Geschoße erfolgen und somit konnten weitere Kommunikationsflächen geschaffen werden.
Um Rücksicht auf bestehende Bebauungen zu nehmen, wurden horizontale Knickungen eingeführt. Außerdem übernimmt die Höhenentwicklung des Gebäudes im Norden die Hangoberkante als Grenze und im Süden die Traufenkante der Wohnbauten. Nicht nur aufgrund der Rücksichtnahme auf die angrenzenden Nachbarn, sondern auch als Teil eines Spiels mit der Vorderkante, die in der Summe der Bauetappen zur modulierten Form wird, knickt die Südseite nochmals nach hinten. Ein wichtiger Teil des Gesamtprojekts war, dass sich das Gebäude in das Gelände duckt. Aus diesem Grund wurde der Hang abgegraben und an dieser Seite ein Sockelgeschoß errichtet. In diesem Geschoß befinden sich Sonderräume und Werkstätten, außerdem verbindet dieses Geschoß alle drei Bauteile miteinander. Über diesem Geschoß befinden sich Bürotrakte, zwischen denen die Landschaft in das Areal einfließt. Hinsichtlich der Verbindung von Science Park und dem restlichen Campus war es schwierig eine Lösung zu finden, da die stark befahrene Altenbergerstraße die beiden Bereiche voneinander trennt. Durch Absenkung des Geländes des Science Parks konnte die Altenberger Straße unterführt werden. Hierzu wurde das Gelände soweit abgesenkt, dass man zur Seite des Science Parks ebenerdig in die Unterführung kommt und auf der Seite des restlichen Campus mittels einer langen Rampe durch den Park bis unmittelbar vor die Mensa gelangt.
Der Eingang zum Science Park konnte so gestaltet werden, dass über der Unterführung der erste Bauteil des Science Parks herausragt. Allerdings musste durch die hohe Spannweite und der Durchbiegung das Tragwerk als Brückenkonstruktion entworfen werden. Zwei massive Kerne tragen ein 160 Meter langes Stahlhängewerk. Neben dem Hängewerk wurde auch die Fassade statisch gestaltet. So wurden die Parapete nicht zufällig angeordnet, sondern jeweils an den Punkten der größten Durchbiegung. Hierdurch entsteht eine diversifizierende Wirkung nach außen und mehr Einzigartigkeit im Inneren. Des Weiteren wird dieses Spiel durch verschieden tiefe Lamellen und verschiedene Abstände verstärkt.

### Science Park 2

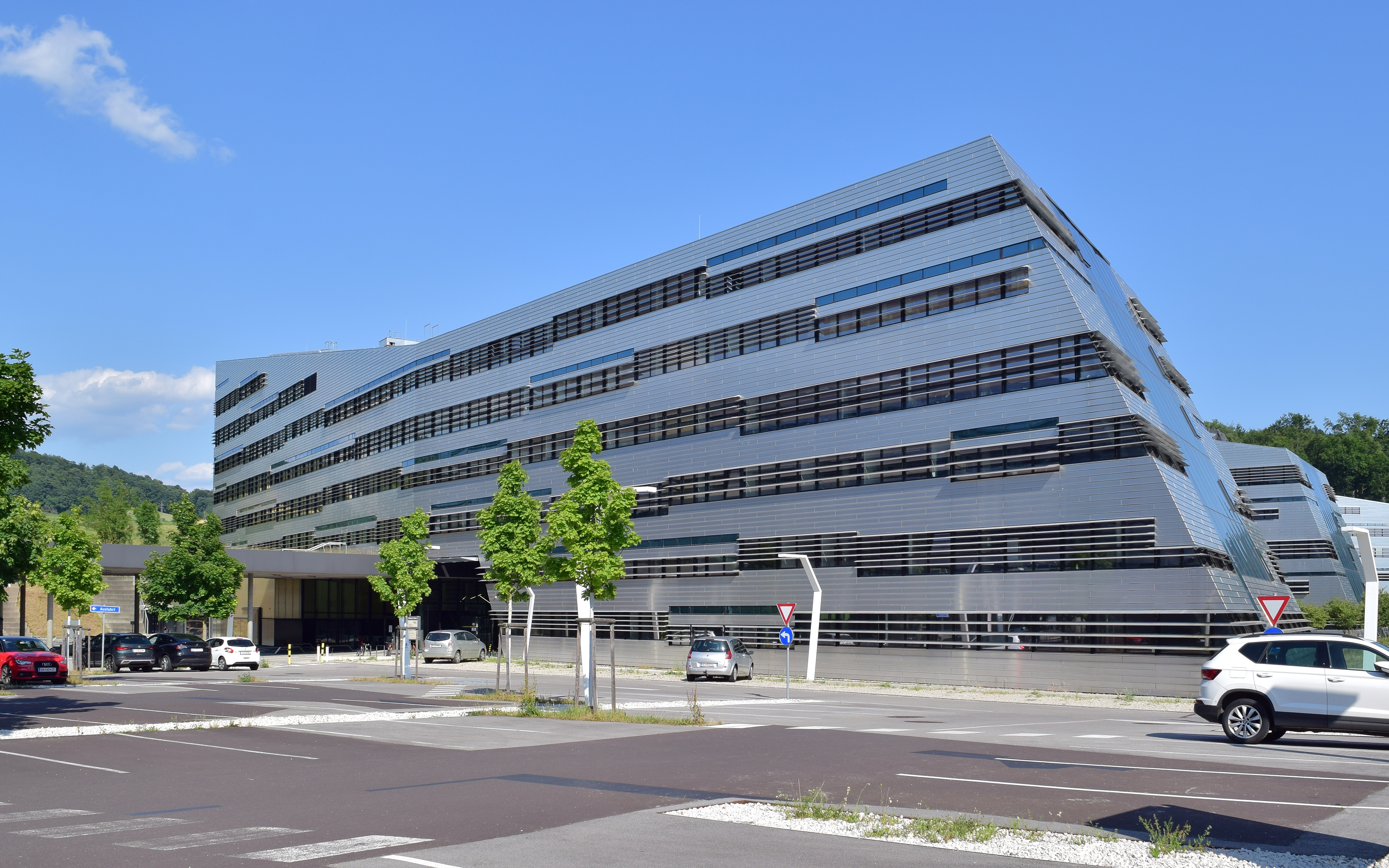
Science Park 2

Auch in diesem Bauteil setzt sich das architektonische Spiel mit Knicken an Baukörper, Außenhülle und Innenräumen fort. Im Gegensatz zu Bauteil 1 sind Achsen und Dachschrägen allerdings verdreht, dies erkennt man bei südlicher Betrachtung des Objekts. Hier wurde dem Objekt statt einer Linkskante eine Rechtskante verpasst. Das Dach von Bauteil 2 senkt sich leicht ab, während es sich Richtung Norden stark nach oben bewegt. An der Rückseite überragt Bauteil 2 Bauteil 1 um mehr als ein Geschoß.
Die Sondernutzungsräume im Bauteil 2 werden nordseitig, erdgeschoßig wieder in das Gelände geschoben und oberflächlich begrünt. Im Gegensatz zu Bauteil 1, bei dem fast zwei Drittel des Baukörpers frei schweben, besitzt Bauteil 2 einen zweigeschoßigen südlich gelegenen Sockel. Eine weitere Besonderheit dieses Bauteils ist, dass in diesem, neben Büros, Labors und Seminarräumen auch eine größere Bibliothek beherbergt ist.
Die oberen Geschoße sind durchflutet von Licht und bieten Kommunikationsmöglichkeiten. Dadurch wird den ansässigen Instituten ein adäquates Arbeitsklima geboten. Neben den Fachbereichen Mathematik und Statistik findet man dort auch das Johann Radon Institute for Computational and Applied Mathematics der Österreichischen Akademie der Wissenschaften.
Weiters entstehen in diesem Bauteil durch Einmietung von außeruniversitären Forschungseinrichtungen, wie beispielsweise der Math Consult GmbH, RECENDT oder der gemeinsamen Beteiligungsgesellschaften der JKU mit der Upper Austrian Research GmbH diverse Synergieeffekte. Dies ermöglicht außerdem Studierenden neue Beteiligungsmöglichkeiten an Forschungsarbeiten oder praxisnahen Projekten.

### Science Park 3
Nach etwa 2 Jahren Bauzeit wurde der Bauteil 3, der 8600 Quadratmeter Nutzfläche bietet, am 23. Oktober 2012 offiziell eröffnet und kostete rund 28 Millionen Euro. Der fertiggestellte Bauteil ist 86 Meter lang und bietet Platz für rund 230 Bedienstete.
Auf einer Nutzfläche von rund 8.600 m² befinden sich der Fachbereich Wirtschaftsinformatik sowie auch der gesamte Bereich Informatik. Durch die Fertigstellung dieses Bauteils wurde das Campus-Zentrum vervollständigt. Architektonisch auffällig sind die Knicke im Grundriss, außerdem gibt es Schnitte im Baukörper, Außenhülle und Innenräumen. Wie bei Bauteil 1 und 2 wachsen auch hier aus dem Sockel zwei parallele Riegel empor, die auf insgesamt 6 Geschoßen neben Büroräumlichkeiten auch Platz für Seminarräume und Labors bieten.
Alle drei Bauteile des Science Parks wurden über ein Flugdach, das sich von Gebäude zu Gebäude erstreckt, miteinander verbunden. In Verbindung mit den Sonderraumfassaden und den rückwärtigen Sitztreppenanlagen wird eine Art Auditorium im Freien geschaffen.
Da der Science Park außen architektonisch auffällig gestaltet wurde, versuchte man dies auch im Innenbereich fortzusetzen. Identitätsstiftende Hauptmerkmale sind die Innenatrien mit großzügigen Verglasungen und einer offenen Raumgestaltung.
Neben der Architektur wurde bei der Konstruktion des Gebäudes auch auf die Energieeffizienz geachtet. So erfolgt die Gebäudeheizung und -kühlung mittels Betonkernaktivierung auf Niedertemperaturniveau. Während im Bauteil 1 die Kühlung teilweise durch Nutzung des Grundwassers erfolgt, geschieht dies, wie auch im Bauteil 2, über energieeffiziente Fernkälte mit Freecooling-Betrieb. Darüber hinaus sind sämtliche Lüftungsanlagen mit Wärmerückgewinnungssystemen ausgestattet.
Weiters wird am Freiparkplatz eine Lademöglichkeit für Elektrofahrzeuge angeboten.

### Science Park 4 & 5

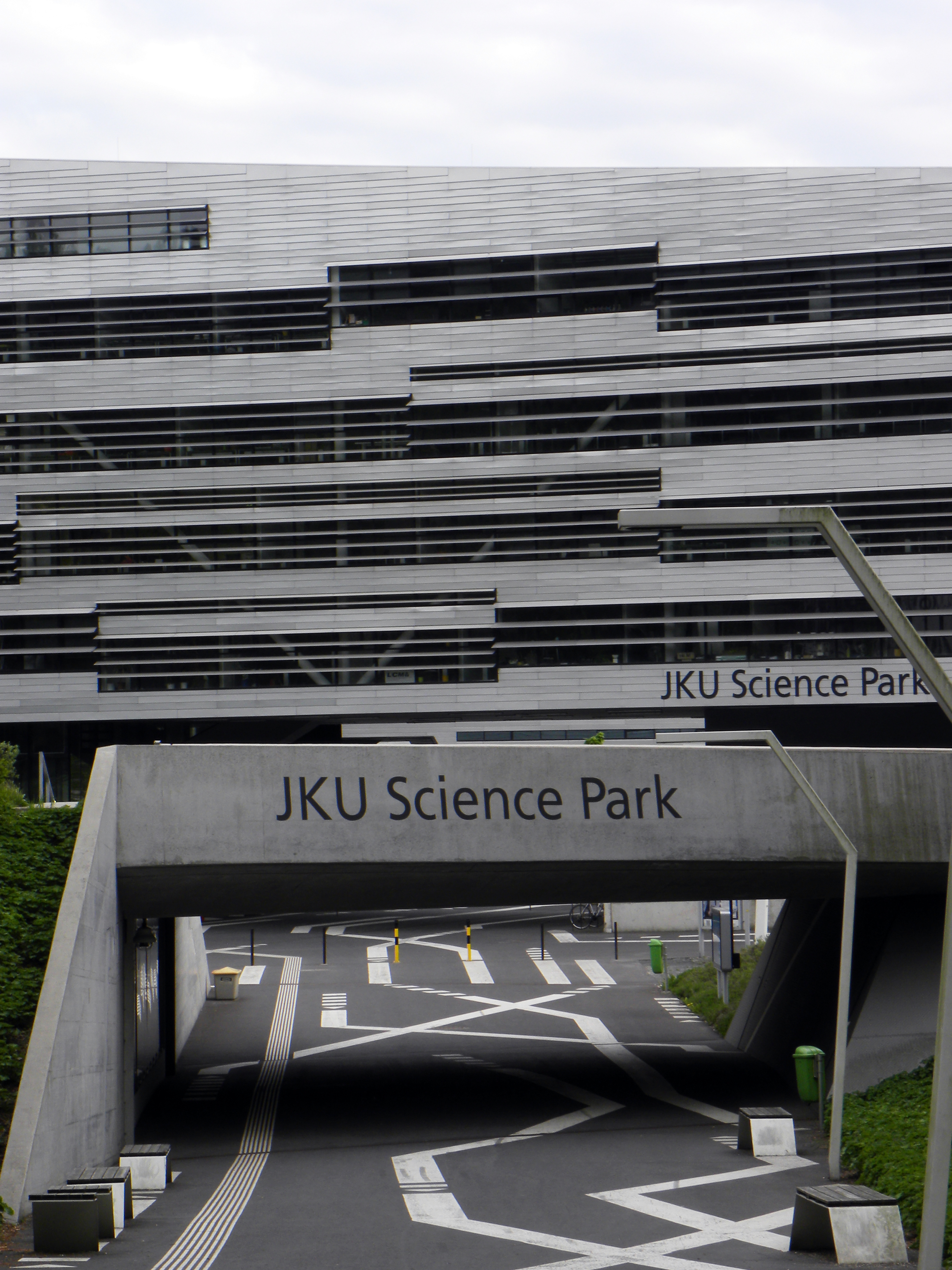
Unterführung JKU Science Park

Neben den drei bereits fertiggestellten Gebäuden wird der Science Park in den kommenden Jahren um zwei weitere Bauteile erweitert. Der Science Park 4 wird rund 9000 Quadratmeter Nutzfläche bieten und Ende 2020 fertiggestellt. Genau wie der vierte Teil soll auch der Science Park 5 Ende 2020 fertiggestellt werden und vor allem Platz für aktuell ausgelagerte Abteilungen und Institute bieten. Des Weiteren soll auch die LIMAK Austrian Business School darin Platz finden. Geplant wird der Science Park 5 ebenfalls wie die Teile 1–3 von dem Architekturbüro caramel Architektur. Während Science Park 4 direkt südöstlich an Science Park 3 liegt, findet Science Park 5 am Freiplatz zwischen der Mensa und der Unterführung zum Rest des Science Parks Platz. Der vierte Bauteil des Science Park wird in einer ähnlich geknickten Form konstruiert sein wie die bereits errichteten Bauten, allerdings wird der Baukörper im Vergleich zu Bauteil 2 und 3 des Science Parks nicht nach links, sondern nach rechts knicken. Im Gegensatz dazu soll Science Park 5 in einer U-Form errichtet werden und einen Innenhof Richtung Science Park Gelände bieten.

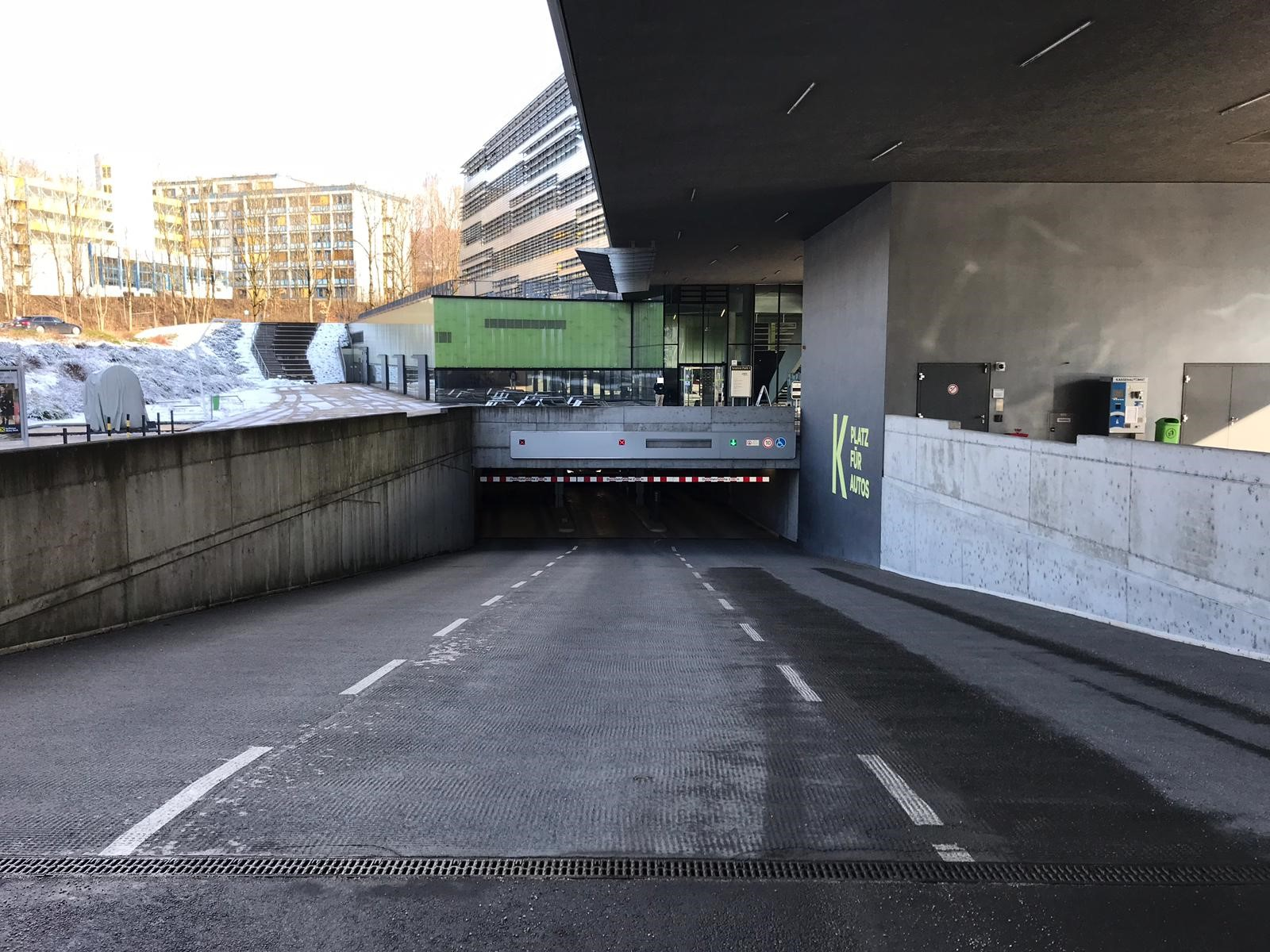
Science Park Tiefgarage
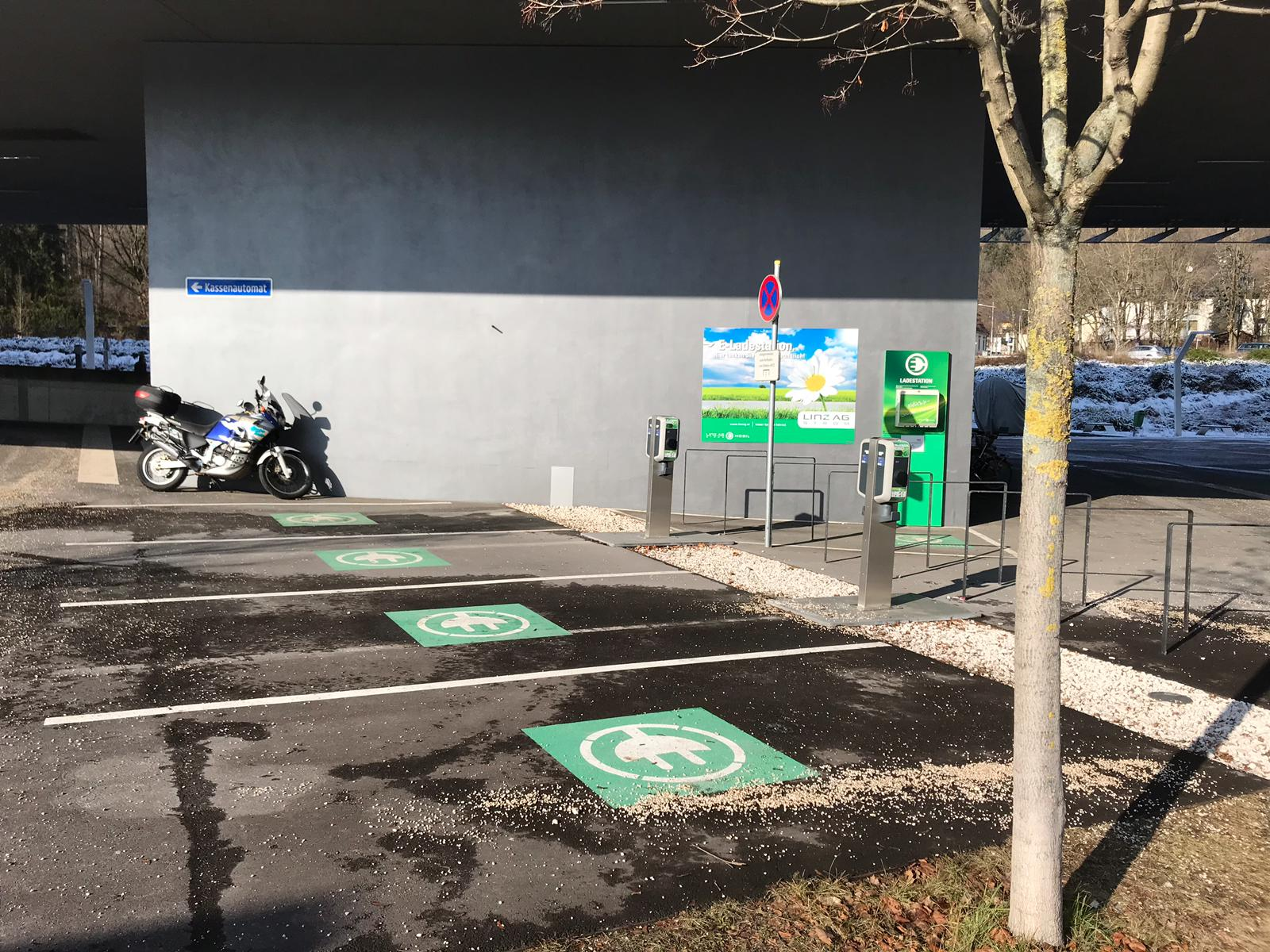
Science Park Parkplatz für Elektroautos
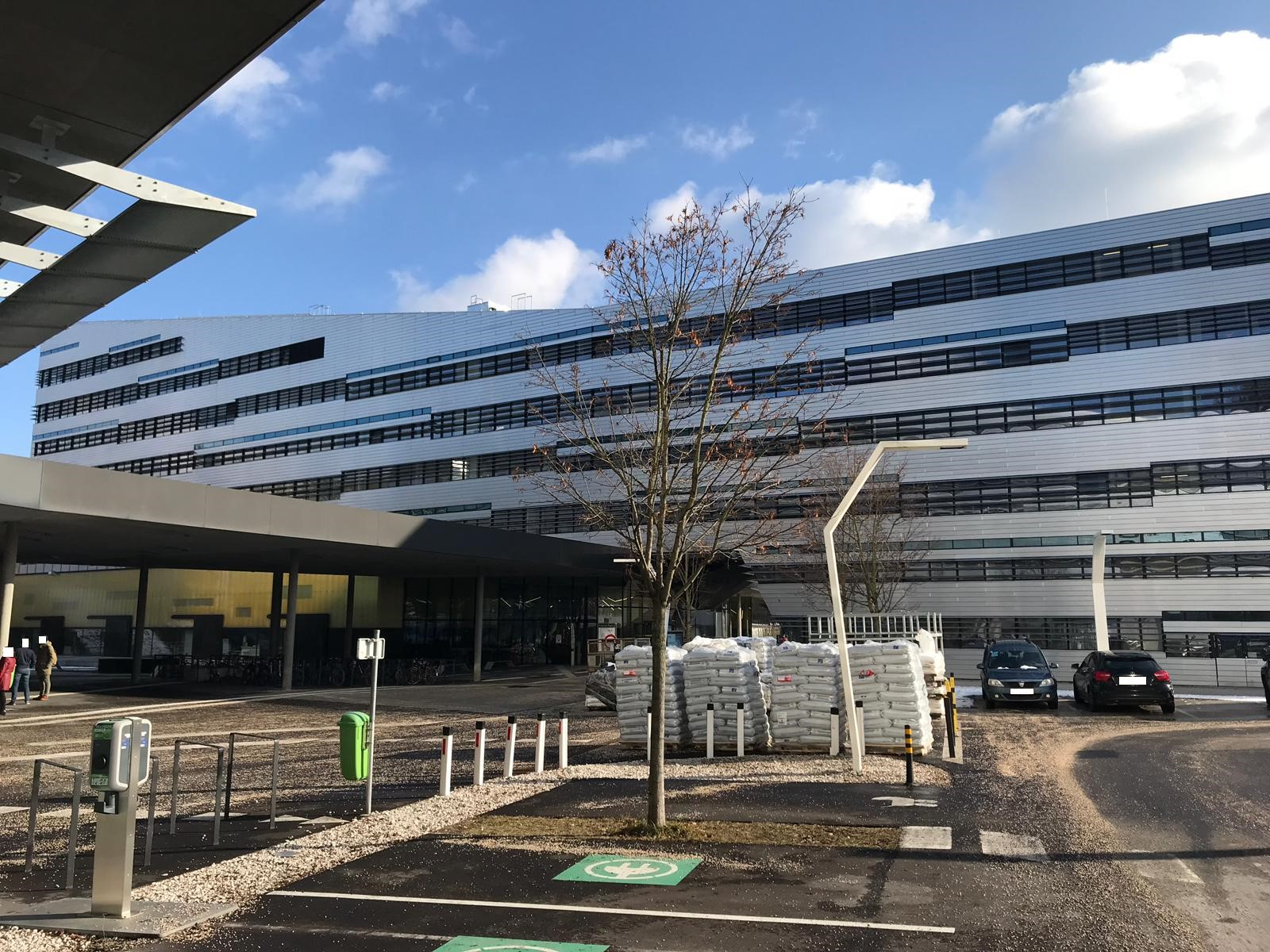
Science Park 2
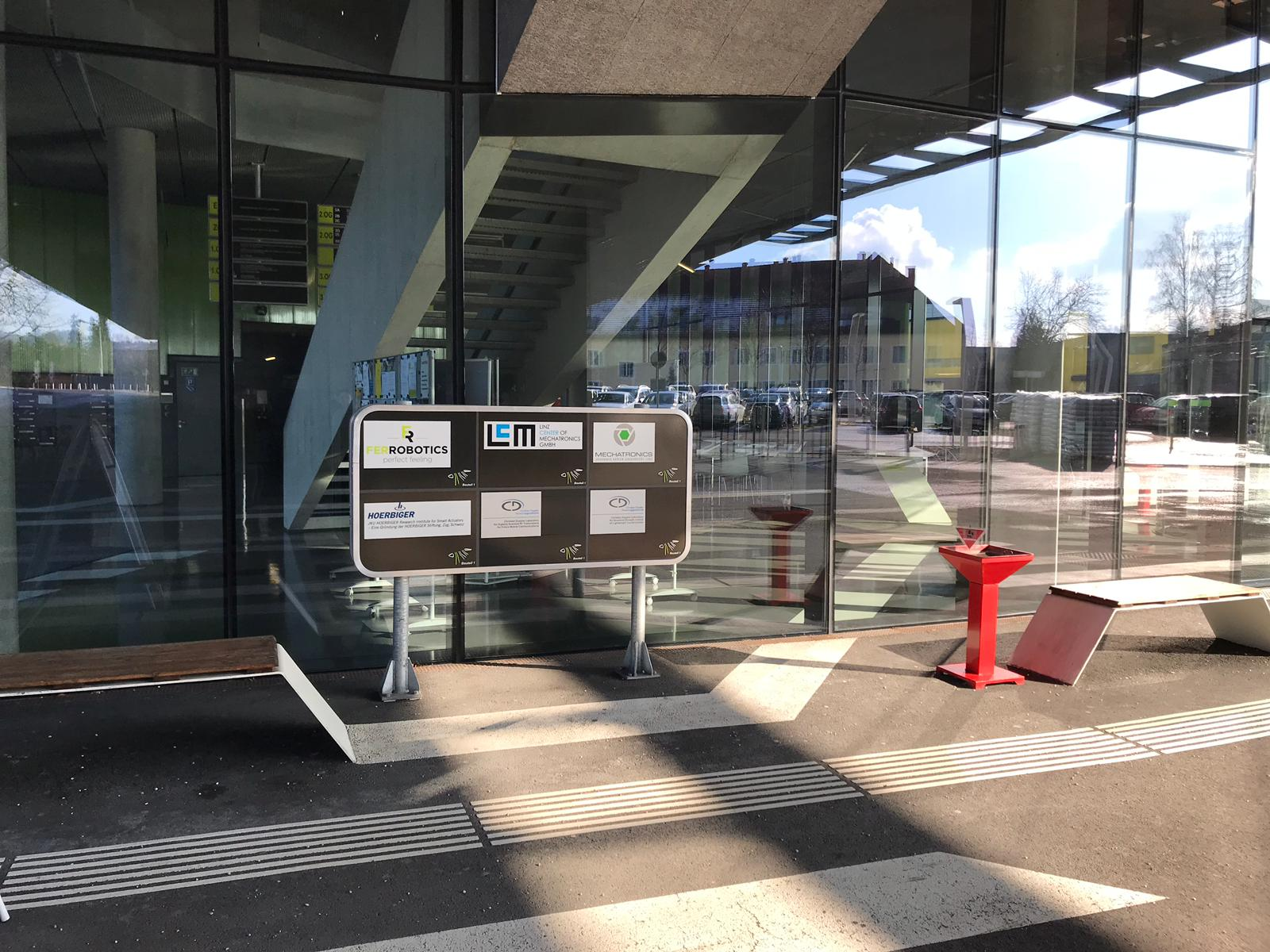
Science Park Infotafel
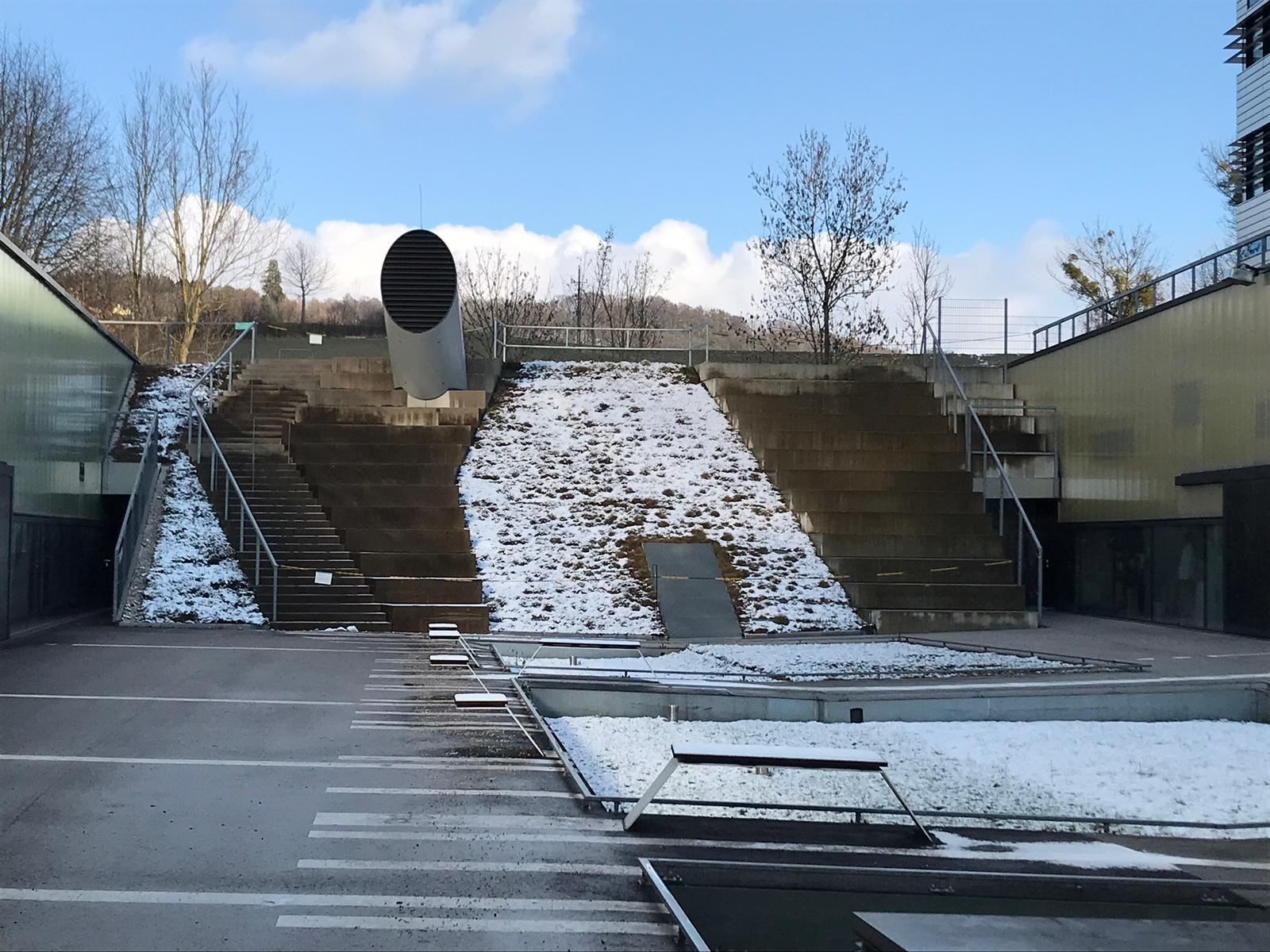
Freiluftauditorium (2)
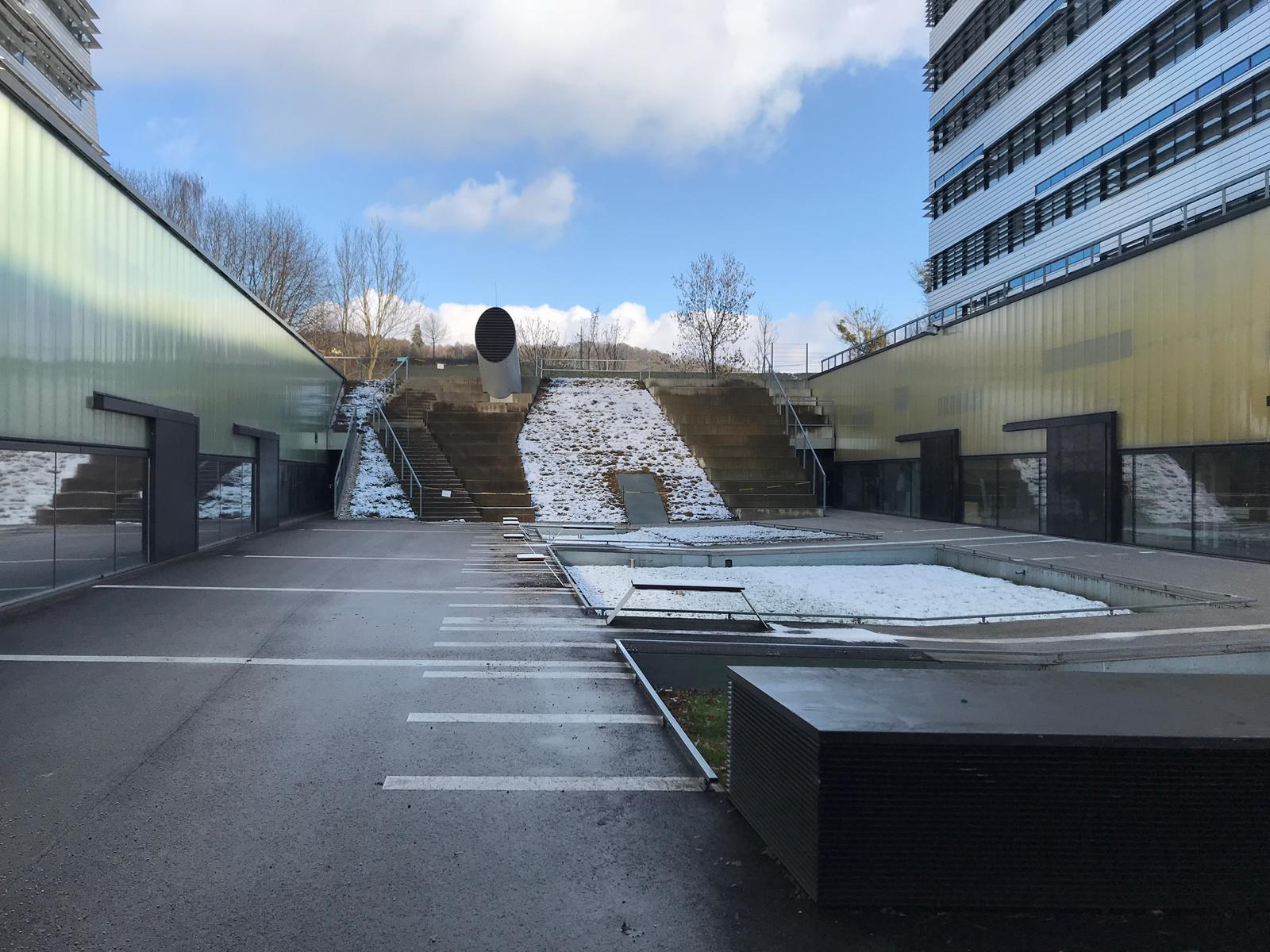
Freiluftauditorium
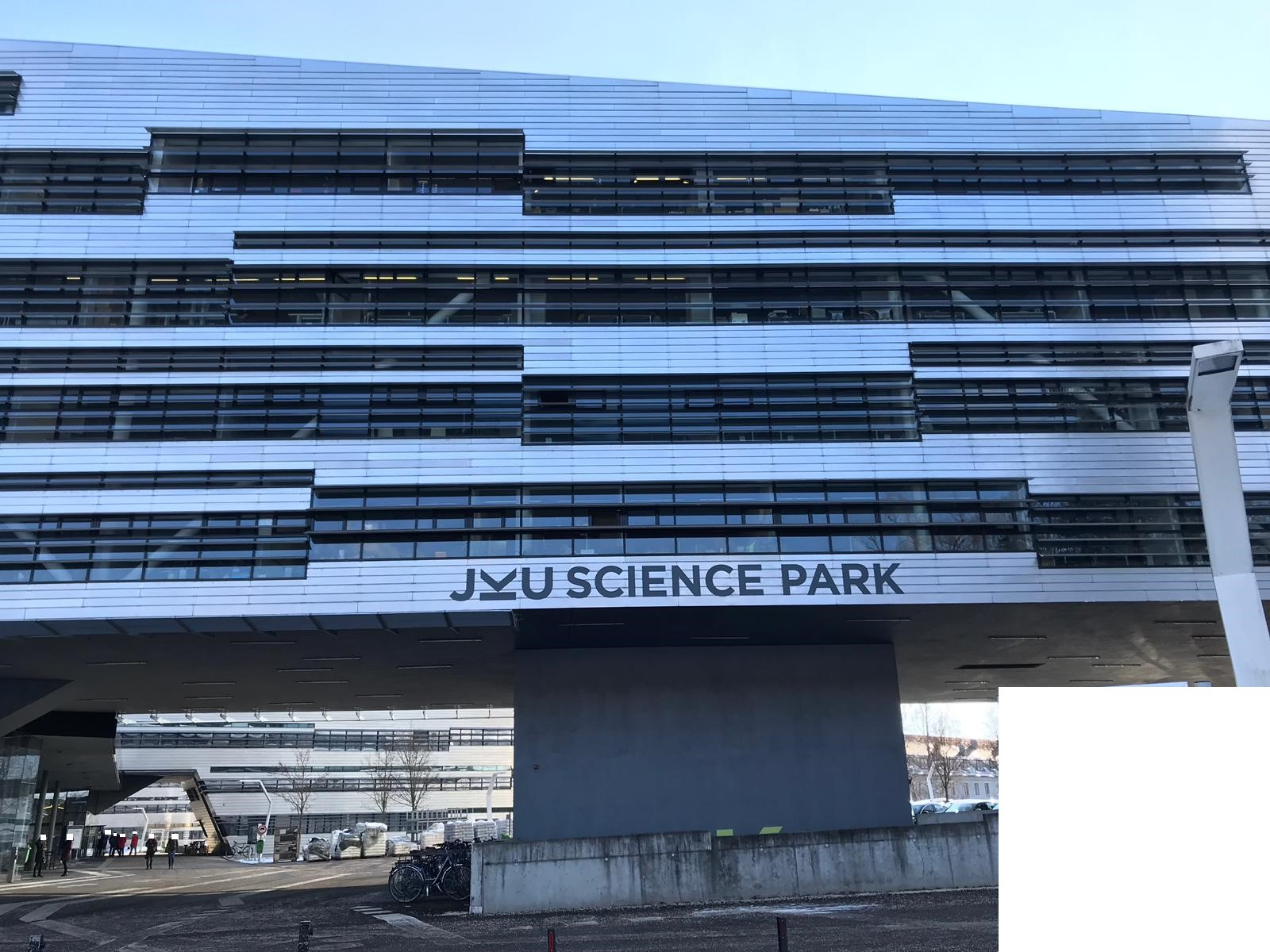
Science Park 1 (3)
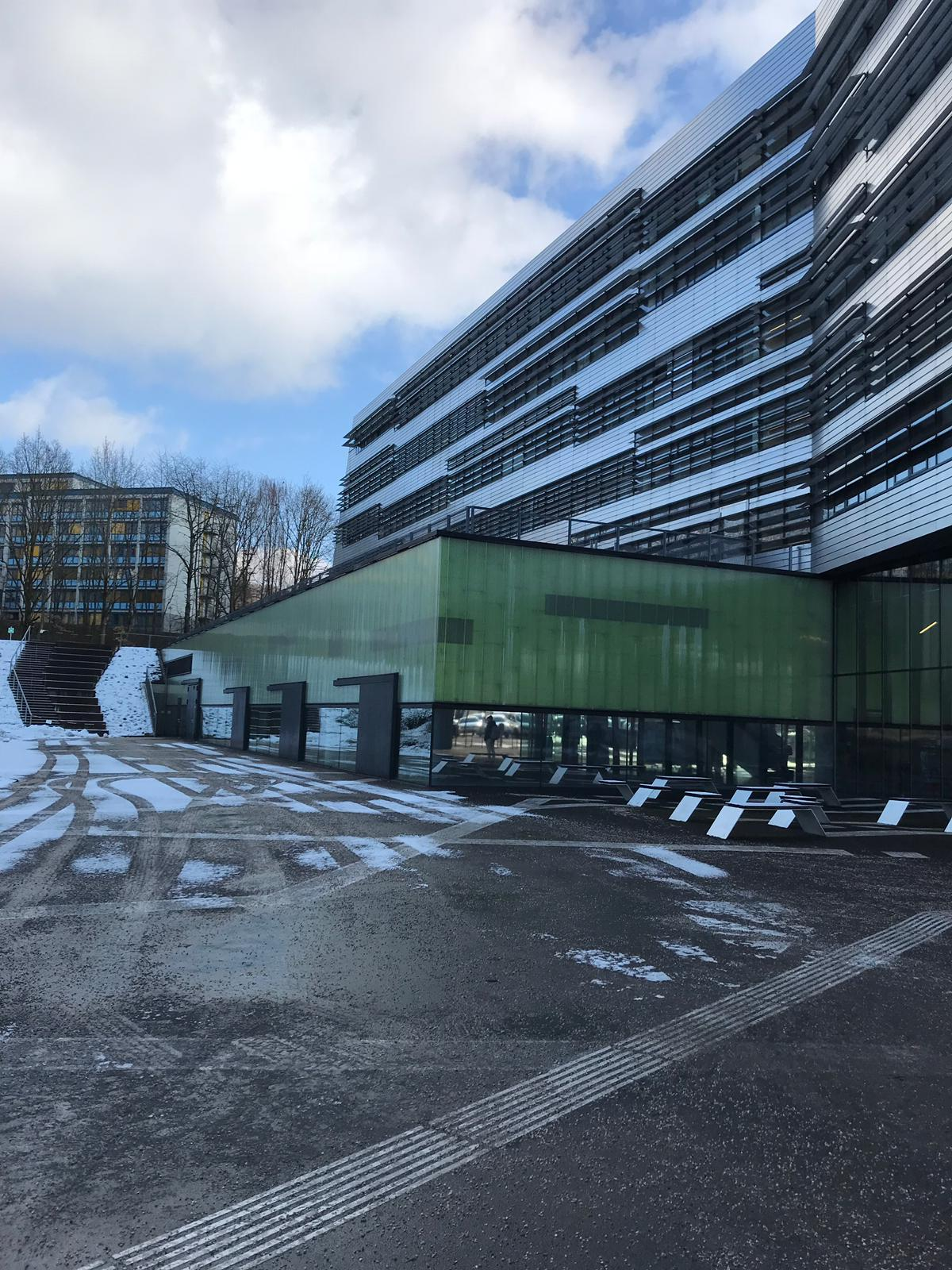
Science Park 1
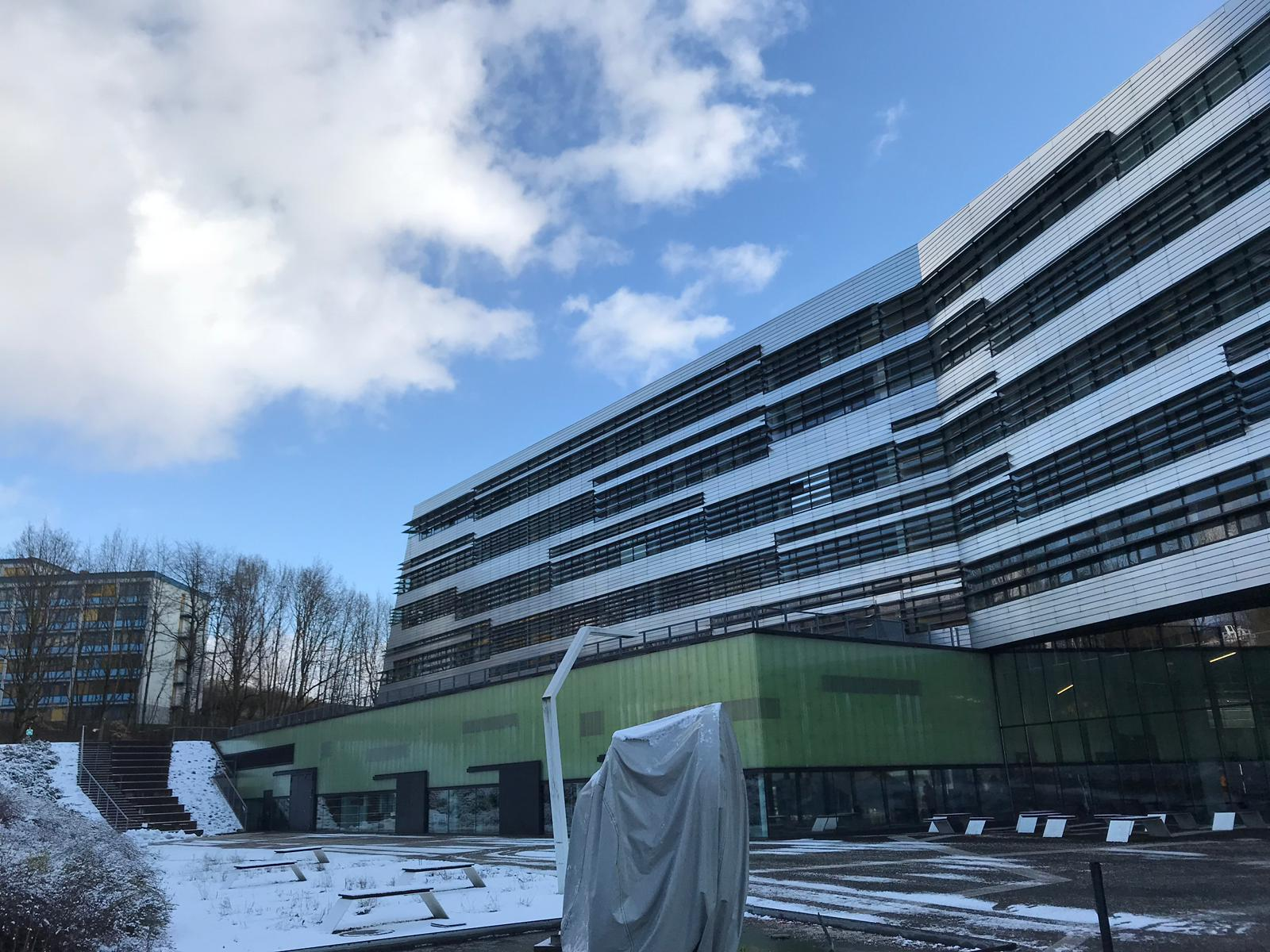
Science Park 1(2)

## Autobahnauffahrt
Um die Universität noch schneller zu erreichen bzw. um den Durchzugsverkehr zu verringern, wird im Herbst 2019 mit dem Bau einer Autobahnauffahrt gestartet. Der neue A7-Halbanschluss Auhof wird laut Bauplan im Sommer 2020 fertiggestellt werden und insgesamt rund 16 Millionen Euro kosten. Die Idee für den neuen Autobahnanschluss entstand bereits vor 23 Jahren, mittlerweile ist die Fläche, wo das Projekt damals errichtet werden sollte, durch den Science Park verbaut.

## Grundstück
Die Geschichte des Grundstücks, auf dem heute der Science Park steht, geht lange zurück. Bereits 1938 wurde das Grundstück mit der Grundstücksnummer 1557/5 damals im Besitz der Starhembergischen Fideikommissherrschaft Landgut Auhof von Ernst Rüdiger Starhemberg zusammen mit einigen weiteren Grundstücken an die SS um 90.000 Reichsmark verkauft. Die Planungen der SS beinhalteten die Errichtung einer weitläufigen SS-Kaserne, Garnisonsort der 4. SS-Leibstandarte, die hier stationiert werden sollten als Truppenteile für den „Alterssitz des Führers“. Das mehrere Quadratkilometer große Areal sollte sich nach Süden bis hin zur Freistädterstraße erstrecken. Um das Bauvorhaben zu realisieren, begann der Verwaltungschef der SS, vertreten durch SS-Obersturmbannführer Karl Mummenthey im Jahr 1938 den Kauf von insgesamt 40 Grundstücken, die östlich und südlich des Schloss Auhof gelegen waren. Einer dieser Grundstückskäufe soll auch im Zuge einer Arisierung stattgefunden haben.
Am Ende des Jahres 1938 wurden die Planungen der SS-Kaserne revidiert und die Grundstücke stattdessen an das deutsche Heer verkauft, da dieses ebenfalls auf der Suche nach einem geeigneten Garnisonsstandort war. Deshalb wurde im September 1938 für einen Kaufpreis von 500.000 Reichsmark das deutsche Heer (Wehrmacht) Grundstücksbesitzer des heutigen Science Parks Grundstücks.
Die Planungen des deutschen Heers ähnelten den der SS. So arbeitete auch das deutsche Heer an der Errichtung einer Infanteriekaserne. Allerdings konnte durch den Ausbruch des Zweiten Weltkriegs im Jahre 1939 nur noch ein Teil der Gebäude fertiggestellt werden. Diese Gebäude beinhalten heute Wohnungen beziehungsweise teilweise Institute der JKU und sind südlich des Science Parks gelegen.
Auf dem Grundstück des Science Parks plante die SS ursprünglich die Errichtung eines Sportplatzes der SS-Kaserne mit zugehörigem Fußballfeld und einer Aschenbahn. Der spätere Eigentümer, das deutsche Heer, wich von dieser Planung allerdings ab und baute dort ein Kriegsgefangenenlager, das als „Gemeinschaftslager Auhof“ oder „Heereslager Auhof“ bezeichnet wurde. Während des Zweiten Weltkriegs diente die Anlage als Lager für Kriegsgefangene aus Italien sowie Kroatien. Zudem deuten Belege darauf hin, dass auch russische Soldaten hier gefangen gehalten wurden.
Am 21. Juni 1954 stellte, knapp vor dem Ablauf einer Anmeldefrist für Rückstellungen, der Rechtsvertreter von Ernst Rüdiger Starhemberg einen Rückstellungsantrag über die Grundstücke, die sein Klient im Jahr 1938 an die SS verkaufte. Mehrere Parzellen waren davon betroffen, unter anderem das heutige Science Park Gelände.
In der Zeit von 1962 bis 1963 entstand durch eine Restitution ein neues Grundstück mit der Einlagezahl 1323 der Katastralgemeinde Katzbach. Dieses Grundstück verkaufte der Rechtsnachfolger Heinrich Rüdiger Starhemberg am 18. Februar 1965 je zur Hälfte an das Land Oberösterreich beziehungsweise an die Stadt Linz. Dieser Prozess führte dazu, dass das heutige Grundstück des Science Parks nun unter der neuen Einlagezahl 1323 geführt wurde.
Aktuell ist die Einlagezahl 1323 im Besitz der Bundesimmobiliengesellschaft m.b.H und umfasst eine Fläche von sechs Hektar.